# Вилохвістка білочуба
Вилохві́стка білочуба (Enicurus leschenaulti) — вид горобцеподібних птахів родини мухоловкових (Muscicapidae). Мешкає в Гімалаях і Південно-Східній Азії. Вид названий на честь французького ботаніка і орнітолога Жана-Батіста Лешено де ла Тура

## Опис
Довжина птаха становить 25-28 см, вага 27-38 г. Голова, горло і груди чорні, живіт білий. На лобі і тчмені велика біла пляма, пера на ній іноді формують невеликий "чуб". Спина чорна, нижня частина спини і надхвістя білі. Хвіст довгий, східчастий, глибоко роздвоєний. Стернові пера чорні з білими кінчиками, які формують на хвості три білі смуги. Крила чорні, на верхніх покривних перах крил помітна біла смуга. Дзьоб чорний, лапи рожевуваті.
Виду не притаманний статевий диморфізм. У молодих птахів верхня частина тіла, груди і горло коричнювато-чорні, боки коричневі, на животі коричнві плями. Білі плями на голові у них відсутні. Представники різних підвидів дещо різняться за розмірами.

## Підвиди
Виділяють п'ять підвидів:

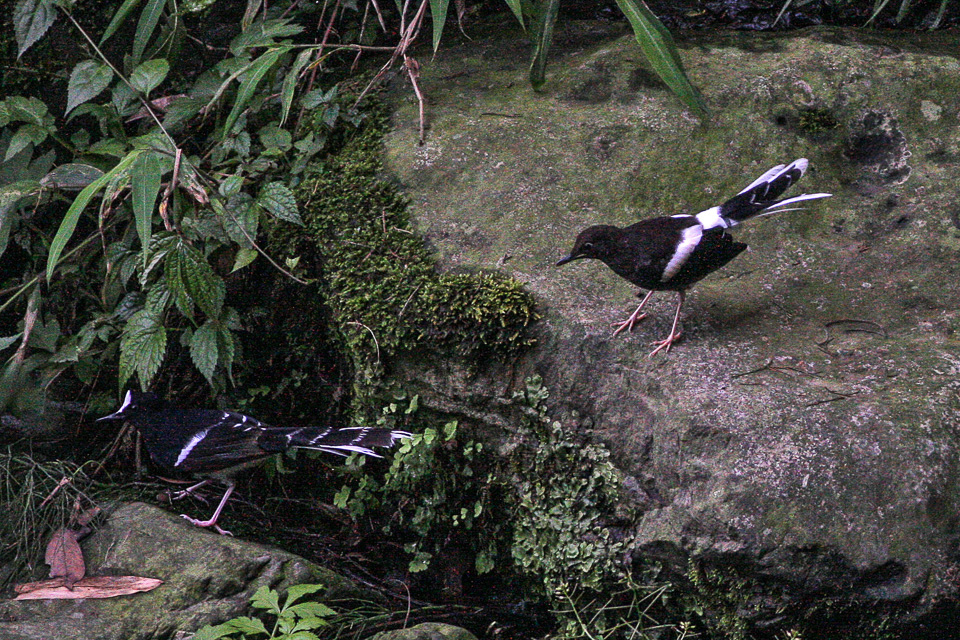
Білочубі вилохвістки (Емейшань, Сичуань, Китай)

- E. l. indicus Hartert, EJO, 1910 — від Сіккіма, Бутана і Північно-Східної Індії і М'янми до Юньнаня, Таїоанда і Індокитая;
- E. l. sinensis Gould, 1866 — Китай (Цинхай, Ганьсу, Сичуань, Чжецзян, Гуандун, острів Хайнань);
- E. l. frontalis Blyth, 1847 — Малайський півострів, Суматра, Ніас і низовини Калімантану;
- E. l. chaseni Meyer de Schauensee, 1940 — острови Бату[en] (на захід від центральної Суматри);
- E. l. leschenaulti (Vieillot, 1818) — Ява і Балі.

Борнейська вилохвістка раніше вважался підвидом білочубої вилохвістки, однак була визнана окремим видом.

## Поширення і екологія
Білочубі вилохвістки мешкають в Індії, Бутані, Бангладеш, М'янмі, Китаї, Таїланді, Лаосі, В'єтнамі, Камбоджі, Малайзії, Індонезії і Брунеї. Вони живуть у вологих рівнинних тропічних лісах і широколистяних гірських тропічних лісах, на берегах річок, струмків і боліт. Віддають переваги водоймам, береги яких порослі густою рослинність, трапляються як поблизу стрімких гірських струмків і водоспадів, так і поблизу стоячих водойм. У Східних Гімалаях зустрічаються переважно на висоті до 800 м над рівнем моря, іноді на висоті 1250 м над рівнем моря, на Суматрі і Калімантані переважно на висоті до 1400 м над рівнем моря, на Малайському півострові на висоті до 760 м над рівнем моря.
Білочубі вилохвістки живляться комахами та іншими безхребетними, яких шукають на берегах водойм. Сезон розмноження у них триває з березня по вересень, іноді по жовтень, його початок дещо різниться в залежності від регіону. Гніздо чашоподібне, відносно велике, робиться з моху, листя і рослинних волокон, розміщується над водою, серед коріння дерев, в заглибині в землі, за водоспадом, або у іншому вологому місці. В кладці від 2 до 5 кремових, рожевуватих або сіруватих яєць, поцяткованих червонувато-коричневими і ліловими плямками. На півдні Китаю за сезон може вилупитися два виводки. Білочубі вилохвістки іноді стають жертвами гніздового паразитизму азійської зозулі-дронго.